# برنامج فوسخود

فسخود 1 و 2

فوسخود (بالروسية: Восход، وتعني «الشروق») هو برنامج فضائي روسي، وهو ثاني برامج رحلات الفضاء البشرية السوفييتية.